# Partido Demócrata Cristiano (Uruguay)
El Partido Demócrata Cristiano del Uruguay (PDC) es un partido político uruguayo. que actualmente forma parte de la coalición política Frente Amplio.

## Orígenes

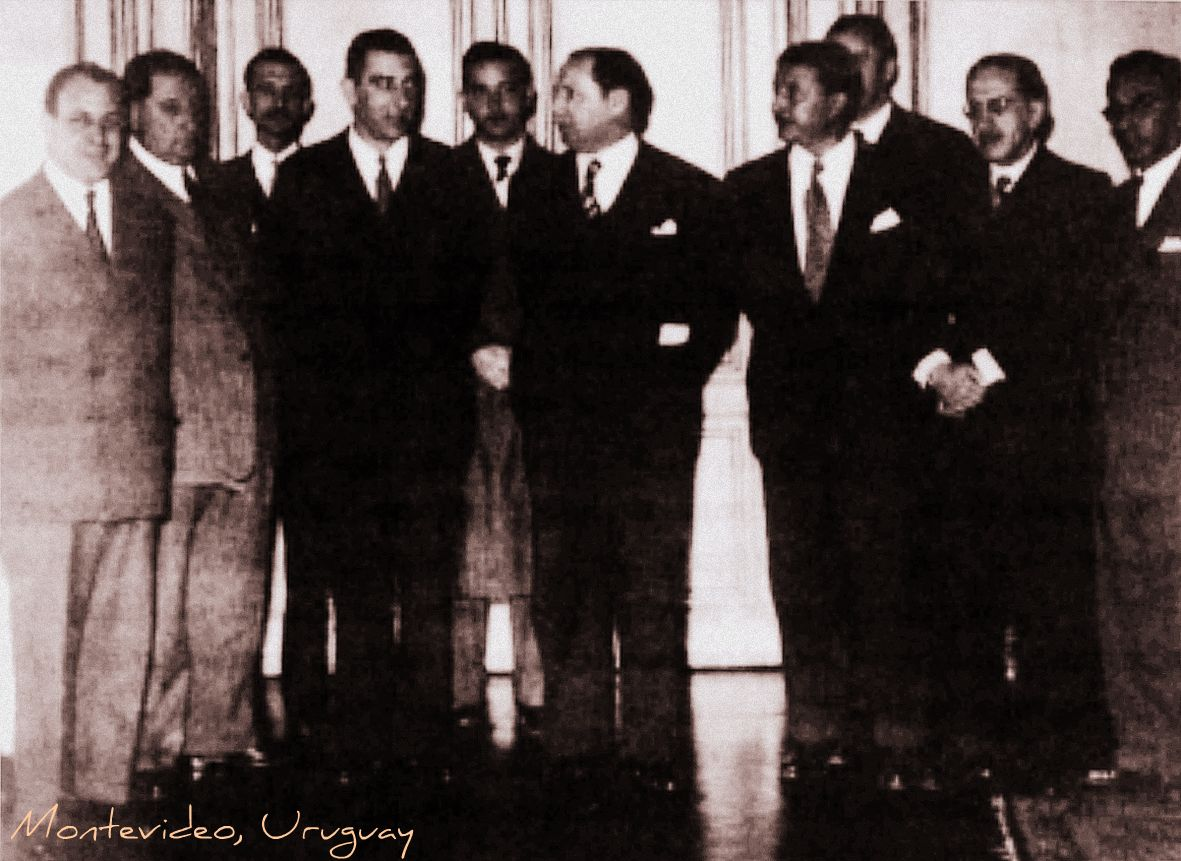
Fundación de la Organización Demócrata Cristiana de América en 1947.

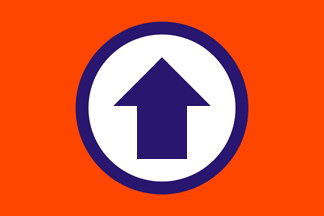
Antigua versión de la bandera del partido.

El 23 de abril de 1947, durante una reunión en Montevideo, Uruguay, a la que asistieron las principales figuras políticas de Argentina, Brasil, Chile y Uruguay que coincidían en la necesidad de crear una organización internacional de demócratas cristianos se fundó la Organización Demócrata Cristiana de América. Representantes de Bolivia y Perú también adhirieron –a través de notas escritas- al nuevo organismo. En el encuentro, fue creada una directiva con la misión de organizar la “sección internacional” del movimiento, integrada por Manuel Vicente Ordóñez, de Argentina;  Trisao de Ataide, de Brasil; Eduardo Frei Montalva, de Chile; y Dardo Regules, de Uruguay. La Declaración de Montevideo, 23 de abril de 1947, fijó como objetivo:

...““fundar un  movimiento supranacional de bases y denominaciones comunes que tiene por finalidad promover, por medio del estudio y la acción, una verdadera democracia política, económica y cultural, sobre el fundamento de los principios del humanismo cristiano, dentro de los métodos de libertad, respeto a la persona humana y desenvolvimiento del espíritu de comunidad y contra los peligros  totalitarios…”. (DECLARACIÓN DE MONTEVIDEO, 23 DE ABRIL DE 1947)

Fue fundado en 1962 a partir de la Unión Cívica, en un Congreso realizado un domingo de febrero de ese año, en el salón del Círculo Católico de Obreros, de la ciudad de Durazno (Batlle 679). Entre sus figuras insignes se cuentan Joaquín Secco Illa, Eduardo Cayota, Tomás Brena y Dardo Regules. En la elección de 1962 obtienen un senador y tres diputados; y en las elecciones de 1966, tres diputados; para ese entonces, prominentes miembros de la Unión Cívica como Juan Vicente Chiarino, Horacio Terra Arocena, Tomás Brena ya se habían separado, formando el Movimiento Cívico Cristiano, de magra votación. Humberto Ciganda fue diputado por San José por el PDC.

## Vaivenes políticos
Uno de sus principales actores fue el Arq. Juan Pablo Terra, quien ya en el año 1968, en medio de las medidas autoritarias de Pacheco hizo un llamado para la creación de un frente de partidos que se opusiera a la orientación autoritaria y represiva del Gobierno actuante. Luego de una serie de contactos políticos se funda en 1971 el Frente Amplio, y el PDC le brinda su lema permanente; en las elecciones de ese año, el PDC obtuvo la mayor representación parlamentaria de su historia, un senador y siete diputados: Carlos Baráibar, Oscar Bruschera, Ariel Díaz, Sebastián Elizeire, Antonio Sarachu, Daniel Sosa Días y Carlos Texeira Varesi (electos en el sublema "Frente del Pueblo", integrado además por la Lista 99).
En medio del espiral de violencia y represión contra las movilizaciones populares, el 25 de mayo de 1972, es torturado hasta la muerte en un cuartel de Treinta y Tres, el militante demócrata cristiano y del Frente Amplio Luis Batalla, obrero de la construcción. Fue el primer muerto por torturas en Uruguay.
Así lo denunció en el parlamento, el entonces senador del Frente Amplio y presidente del Partido Demócrata Cristiano, Juan Pablo Terra (promotor en esos tiempos de una Comisión Investigadora sobre las actividades del escuadrón de la muerte). "Hoy tengo que decir que todos nosotros estamos mordiéndonos los labios de indignación para contener lo que aflora espontáneamente cuando ocurren las cosas que han sucedido en nuestro país en la última semana. El hecho que quiero mencionar acá es que nos han matado a un muchacho de nuestro Partido, torturándolo hasta morir, en el Cuartel del Departamento de Treinta y Tres. Se trata de Luis Carlos Batalla, un obrero de 32 años, casado, y con dos hijitas, una de tres años y medio y otra de dos años y medio".
El PDC contribuyó a la histórica huelga de resistencia a la dictadura en 1973, a partir de lo cual experimentó una gran represión y la clausura de su Diario "Ahora" al defender la causa de Seregni luego de su injusto procesamiento. Poco después el PDC sostuvo la conveniencia de que el FA entrara en receso, estrategia fundada en las nuevas circunstancias impuestas por el autoritarismo. De hecho, se separaron del Frente Amplio.
Aun así, en conjunto con el resto de los integrantes del FA, el papel del PDC sería fundamental para rechazar el proyecto de reforma constitucional presentado por el Gobierno en 1980. Luego en 1982, el PDC encabezaría la campaña por el voto en blanco a través de su revista Opción, expresando por ese medio la protesta contra la legislación electoral restrictiva impuesta por la dictadura. Finalmente, en medio de los avances hacia las elecciones de 1984, el PDC decide, luego de una severa crisis que termina con la renuncia de muchos de sus dirigentes (como Daniel Sosa Días y José Luis Veiga, quienes formarían cinco años después el Movimiento Social Cristiano), reincorporarse al FA. Vuelve a participar en las elecciones, obteniendo una banca en diputados para Héctor Lescano.
Posteriormente, a inicios de 1989, se vuelve a separar del Frente Amplio, y comparece en las elecciones de ese año participando en el Nuevo Espacio junto con la Lista 99 y la Unión Cívica; Lescano es reelecto diputado.
Participan en el Encuentro Progresista en 1994, y actualmente en la Alianza Progresista (1999), una vez más dentro del Frente Amplio.